# Partido Trabalhista Comunitário
Partido Trabalhista Comunitário foi uma sigla partidária brasileira que disputou sob registro provisório as eleições municipais do ano de 1992, sendo extinto logo em seguida.
Neste ano, apoiou a candidatura de Marcílio Duarte, do PST, à prefeitura de São Paulo, tendo Aldo Colassurdo como vice na chapa. A dupla obteve apenas 12.680 votos, ficando em sétimo lugar entre 9 candidatos.
Utilizou o número 74.
Apesar de a sigla ser a mesma, não guarda nenhuma relação com o Partido Trabalhista Cristão (PTC), rebatizado em março de 2022 com a sigla AGIR (usa o número 36 nas urnas).